# Nacula
Nacula è un'isola facente parte dell'arcipelago delle isole Yasawa nelle Figi. 
Di origine vulcanica, nell'interno presenta alture collinari dove si alternano vegetazione tropicale e subtropicale con ampie distese erbose.
Le coste sono caratterizzate da spiagge di sabbia corallina bianca e fine, in ampie baie protette dalla barriera corallina. 
Tra queste una menzione particolare va alla spiaggia dell'Oarsman's bay lodge posseduta dagli abitanti locali.
La popolazione locale possiede ancora una struttura ed una tradizione tribali, vive in villaggi costruiti con materiali locali e si basa, per la sua sussistenza, sulla pesca e sul turismo sostenibile. 
Nell'isola non sono presenti strade e infrastrutture tecnologiche, il che rende il paesaggio selvaggio e incontaminato.
L'isola offre numerosi siti per effettuare snorkeling nelle molte lagune presenti. Nei dintorni dell'isola vivono grandi pesci pelagici (diverse specie di squali comprese) ed è presente una notevole varietà di coralli.